# Аксис
А́ксис або «плямистий олень» (Axis) — рід ссавців з родини оленевих (Cervidae) ряду оленеподібні (Cerviformes). Етимологія: латинська назва, які вживав Пліній для позначення тварини з родини оленевих.

## Таксономія
Типовий вид роду Аксис — Axis axis Erxleben, 1777 (аксис чи́тал).
За зведенням «Види ссавців світу» (2005) у складі роду визнається 4 види, які поділяють на дві групи (два підроди):
- підрід Axis
  - Axis axis — аксис індійський або «чітал»
- підрід Hyelaphus
  - Axis calamianensis — аксис каламійський або «каламіанський»
  - Axis kuhlii — аксис бавеанський
  - Axis porcinus — аксис бенгальський, або «свинячий» (підвиди: porcinus, annamiticus).

Дослідження мітохондріальної ДНК показали, що аксис бенгальський (Axis porcinus) більш тісно пов'язаний з представниками роду Cervus, ніж з типовими Axis axis, що може привести до виключення цього виду з роду Axis.

## Поширення

### Природний ареал
Номінативний вид поширений у південно-східній Азії й населяє такі країни: Індія (вкл. Сіккім), Непал, Шрі-Ланка.

### Популяції поза межами природного ареалу
Аксис інтродукований на Andaman островах, Аргентині, Вірменії, Австралії, Бразилії, Хорватії, Молдові, Пакистані, Папуа Новій Гвінеї, Україні, Уругваї, США (Флорида, Гаваї, Техас).
В Україні, зокрема, вид завезений до Асканії-Нова.
Аксис включений до глобальної бази даних інвазивних видів.

## Морфологія

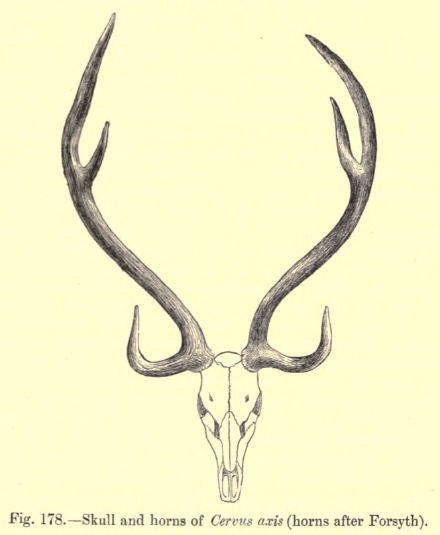
Роги аксиса

Довжина тіла до 1,5 м, висота в плечах до 1 м. Забарвлення червонуваторуде з численними білими плямами. Роги до 1 м довжина, мають до 3 відростків; є лише у самців.

## Біологія

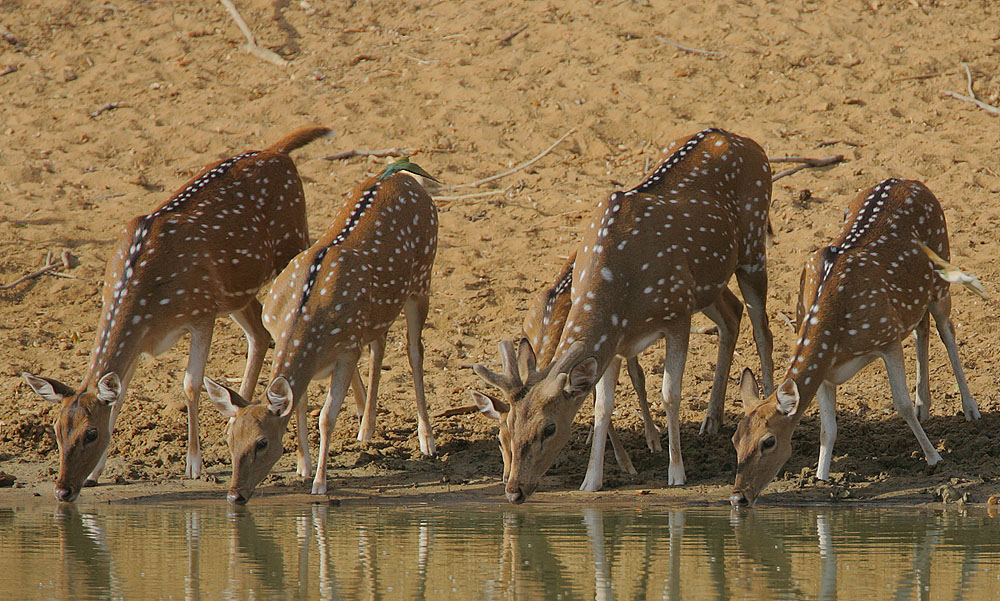
Аксиси на водопої

Аксис — стадна полігамна тварина.
Живиться трав'янистою і деревною рослинністю.
Самка щороку після 250-денної вагітності народжує 1 маля. Тічка і скидання рогів самцями — в різні пори року.

## Використання й охорона
Аксис — об'єкт мисливства.
Окремі форми роду Аксис є об'єктами охорони згідно з СІТЕС (зокрема Axis porcinus).